# Richard Wessman
Richard Wessman (ur. 31 marca 1969) – szwedzki szachista, mistrz międzynarodowy od 1990 roku.

## Kariera szachowa
Pod koniec lat 80. XX wieku należał do światowej czołówki juniorów. Pomiędzy 1986 a 1989 r. pięciokrotnie startował w mistrzostwach świata i Europy w kategorii wiekowej do 20 lat, największy sukces odnosząc w 1989 r. w Tunji, zajmując w mistrzostwach świata IV miejsce (za Wasylem Spasowem, Jackiem Gdańskim i Michaiłem Ułybinem). Oprócz tego, dwukrotnie podzielił IV miejsca w turniejach o mistrzostwo Europy (Arnhem 1987/88 i 1988/89).
Wielokrotnie startował w finałach indywidualnych mistrzostw Szwecji, w 1994 r. zdobywając złoty medal. W 1989 r. wystąpił w reprezentacji kraju na drużynowych mistrzostwach Europy, natomiast w 1990 r. – na szachowej olimpiadzie. W 1990 r. podzielił IV m. (za Einarem Gauselem, Wencisławem Inkiowem i Julianem Hogdsonem, wspólnie z Aleksiejem Szyrowem i Danielem Kingiem) w otwartym turnieju Troll Masters w Gausdal.
Najwyższy ranking w karierze osiągnął 1 stycznia 1990 r., z wynikiem 2505 punktów zajmował wówczas 4. miejsce (za Ulfem Anderssonem, Ferdinandem Hellersem i Larsem Karlssonem) wśród szwedzkich szachistów. Od 1996 r. w turniejach klasyfikowanych przez Międzynarodową Federację Szachową występuje bardzo rzadko.